# St. Georg (Neunkirchen bei Leutershausen)

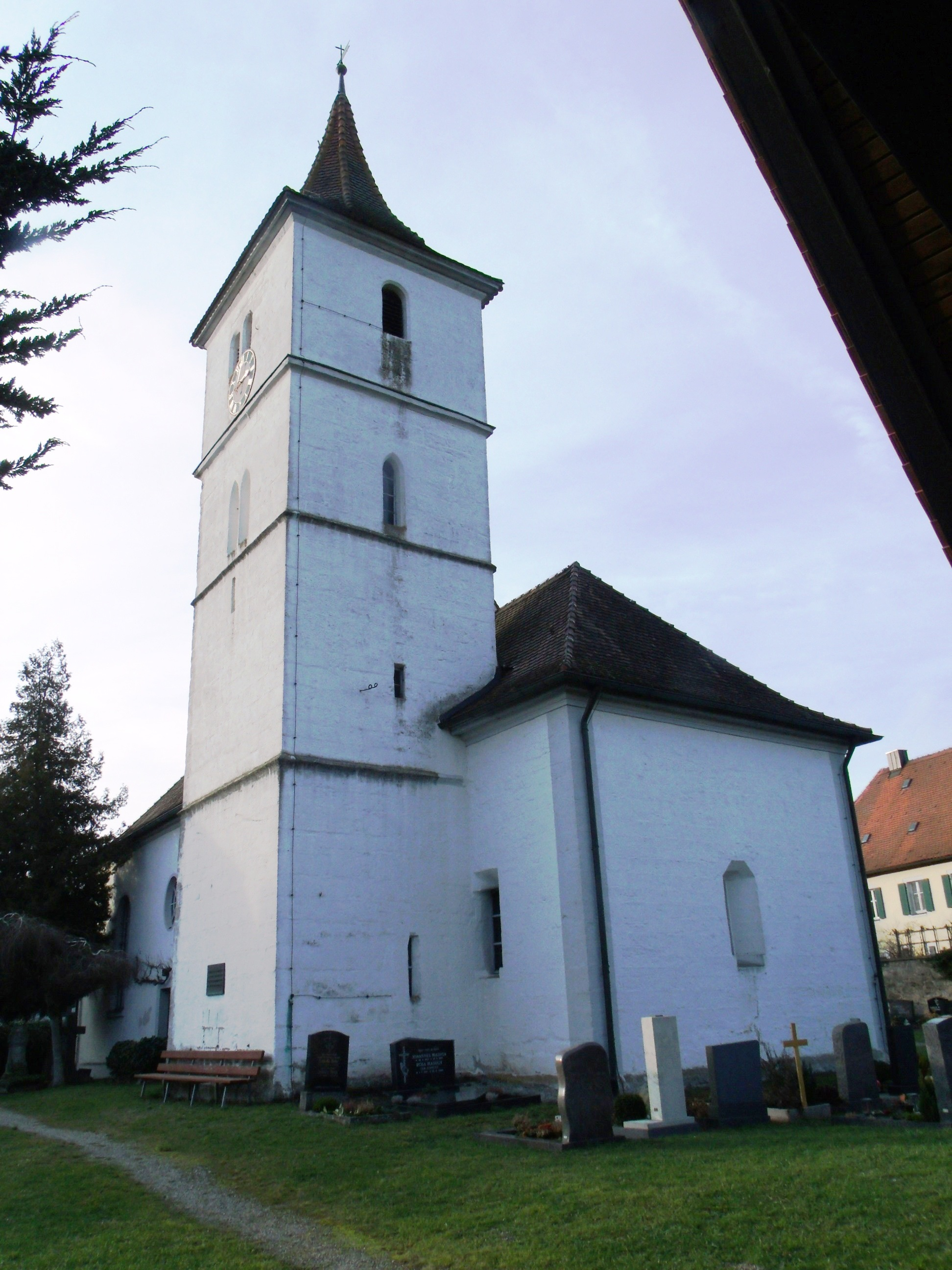
St. Georg (Neunkirchen bei Leutershausen)

Die denkmalgeschützte, evangelische Pfarrkirche St. Georg steht in Neunkirchen bei Leutershausen, einem Gemeindeteil der Stadt Leutershausen im Landkreis Ansbach (Mittelfranken, Bayern). Das Bauwerk ist unter der Denkmalnummer D-5-71-174-105 als Baudenkmal in der Bayerischen Denkmalliste eingetragen. Die Kirchengemeinde gehört zur Pfarrei Leutershausen im Dekanat Leutershausen im Kirchenkreis Ansbach-Würzburg der Evangelisch-Lutherischen Kirche in Bayern.

## Beschreibung
Der Chor und der über der Sakristei an seiner Südseite stehende Chorflankenturm wurde 1492 errichtet. 1734 wurde das Langhaus im Westen des eingezogenen Chors erneuert und dabei Emporen eingebaut. Der Chorflankenturm wurde aufgestockt, um die Turmuhr und den Glockenstuhl unterzubringen, und mit einem achtseitigen Knickhelm bedeckt. Die historischen drei Kirchenglocken wurden im Ersten Weltkrieg abgeliefert und wurden danach durch Gussstahlglocken ersetzt. Erst 1989 wurden wieder Glocken aus Bronze angeschafft. Der Innenraum des Chors ist mit einem Kreuzrippengewölbe überspannt. 
Die Wandmalereien im Chor stammen aus dem 16./17. Jahrhundert. Das ehemalige Sakramentshaus wurde im frühen 16. Jahrhundert, das Altarkreuz erst im 17. Jahrhundert eingerichtet. Die Orgel mit 14 Registern, zwei Manualen und Pedal. wurde 1774 von Georg Martin Gessinger gebaut.